# Temple (Maine)
Temple es un pueblo ubicado en el condado de Franklin en el estado estadounidense de Maine. En el Censo de 2010 tenía una población de 528 habitantes y una densidad poblacional de 5,7 personas por km².

## Geografía
Temple se encuentra ubicado en las coordenadas 44°41′55″N 70°16′16″O / 44.69861, -70.27111. Según la Oficina del Censo de los Estados Unidos, Temple tiene una superficie total de 92.61 km², de la cual 92.01 km² corresponden a tierra firme y (0.64%) 0.59 km² es agua.

## Demografía
Según el censo de 2010, había 528 personas residiendo en Temple. La densidad de población era de 5,7 hab./km². De los 528 habitantes, Temple estaba compuesto por el 97.73% blancos, el 0% eran afroamericanos, el 1.14% eran amerindios, el 0.57% eran asiáticos, el 0% eran isleños del Pacífico, el 0.19% eran de otras razas y el 0.38% pertenecían a dos o más razas. Del total de la población el 0.76% eran hispanos o latinos de cualquier raza.